# Унгурликан

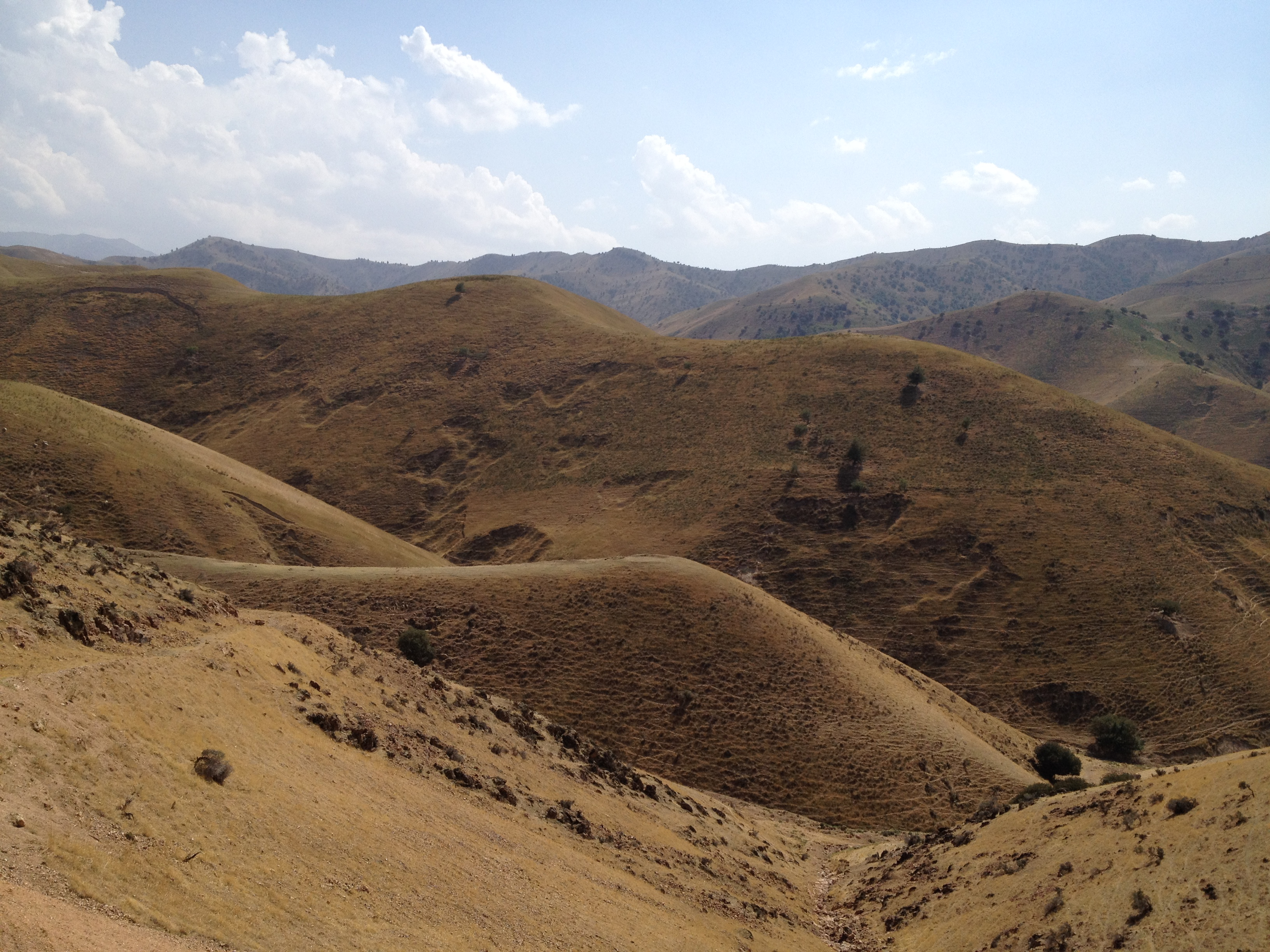
Кураминское среднегорье в районе Унгурликана

Унгурлика́н (узб. Ungurlikon/Унгурликон) — разрабатывавшийся в древности бирюзовый рудник на северном склоне Кураминского хребта, в левобережье реки Ахангаран. Отождествляется с «бирюзовым рудником Илака», что делает его крупнейшим бирюзовым месторождением в древнем государстве Чач. По современным представлениям, с бирюзой Унгурликана связано происхождение самого топонима Чач и, опосредовано — название города Ташкент.

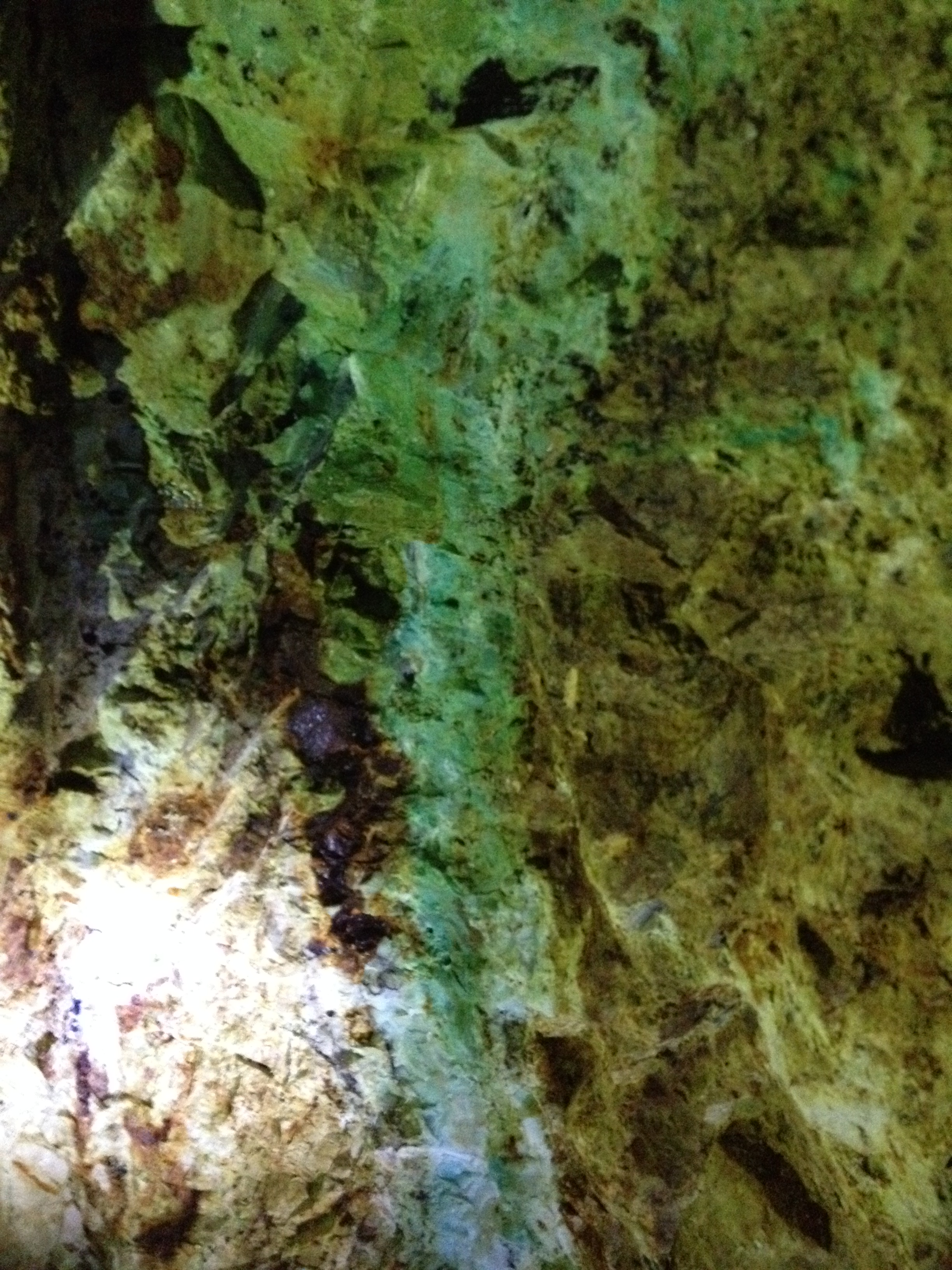
Жила бирюзы на месторождении

Унгурликан расположен на северо-восточных склонах Кураминских гор, у побережья небольшого водотока Унгурлисай, притока Писталисая (бассейн реки Абджазсай). Местность лежит на высоте около 1000 м. 
В древние времена в Унгурликане было организовано извлечение бирюзы из кварцевого порфирита. Пункты исторического рудного промысла представлены многочисленными крупными и мелкими выработками, группируемыми в западную, центральную и восточную зоны. Археологические исследования свидетельствуют о добыче минерала с первых веков нашей эры до средневекового периода. Общая площадь рудника вместе с отвалами превышает 16 тыс. м², оценённый объём извлечённой породы — не менее 320 тыс. м³. Колоссальный объём работ выдвигает Унгурликан в число крупнейших рудников Илака.

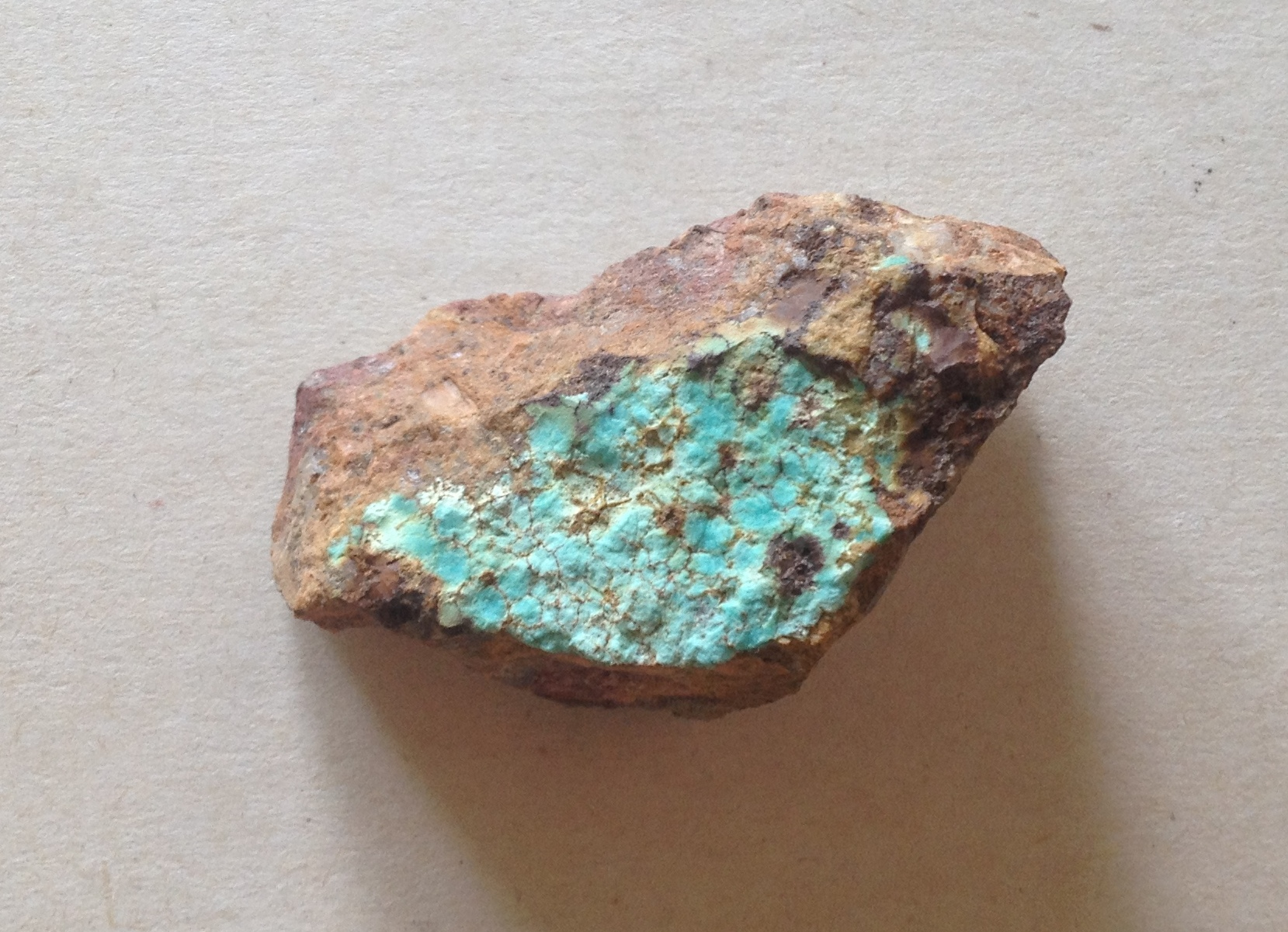
Образец бирюзы с месторождения Унгурликан

Анализы показывают для руд Унгурликана также наличие золота. Археолог Ю. Ф. Буряков отводит на промысел благородного металла 50 тыс. м³ из общего объёма выработок.

О «бирюзовом руднике Илака» сообщал Аль-Бируни со слов некоего ювелира: 
Я видел илакскую бирюзу, которая весила двести дирхемов и оценил её тогда в пятьдесят динаров, но сейчас её цена двести динаров, так как Илакский рудник иссяк и заброшен.

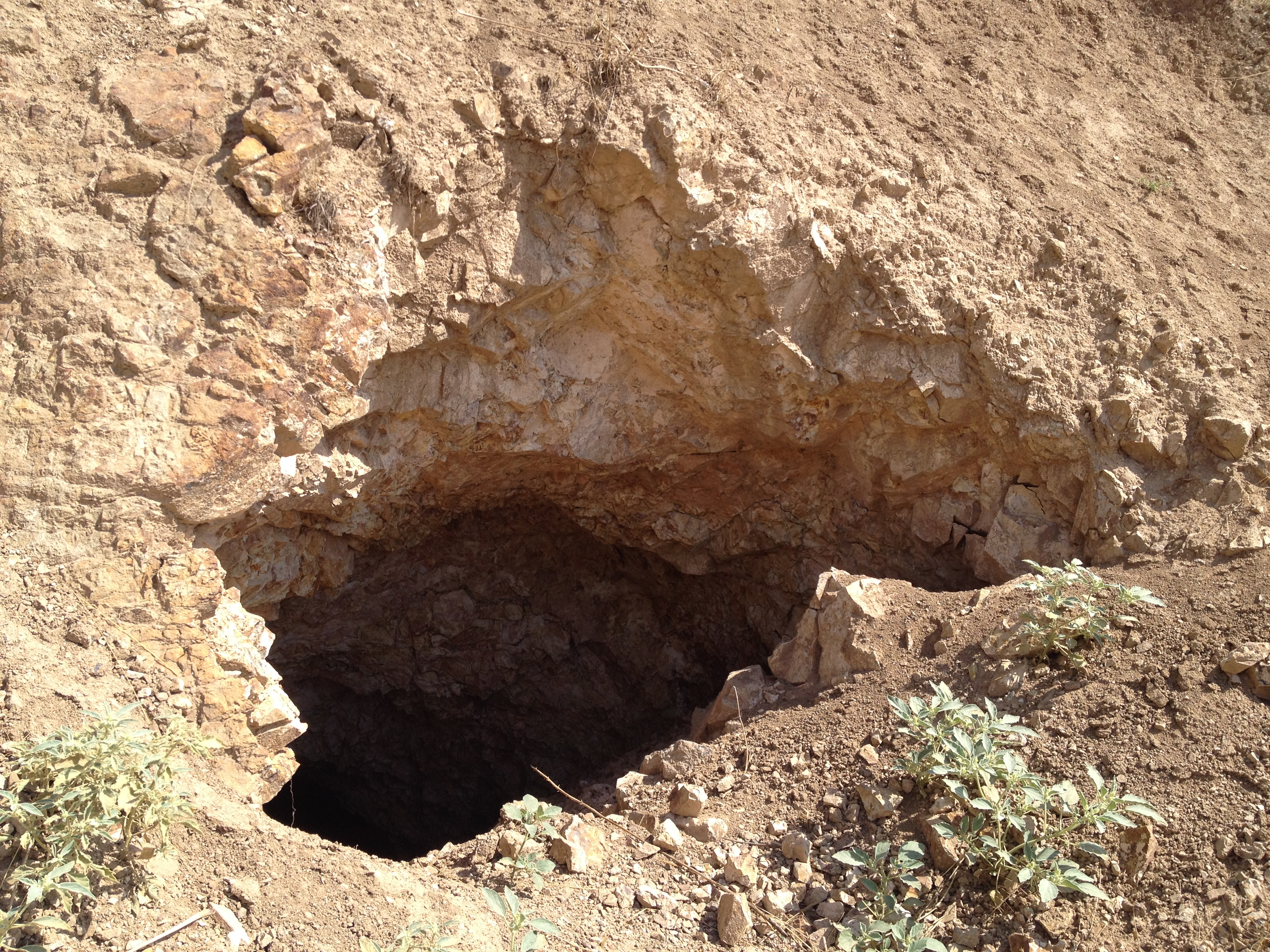
Вход в штольню Унгурликана

С бирюзой Унгурликана в настоящее время принято связывать название государства Чач и, соответственно, города Ташкента. По сведениям китайских источников, к востоку от Чача находится гора, прославленная добычей тёмно-синего самоцвета сэсэ. Находившийся на Великом Шёлковом пути Чач являлся основным экспортёром этого товара в страны Востока, при этом в Китай камень проникал через посредничество Хотана. Известно, что в XII веке производился даже искусственный сэсэ, видимо, представлявший из себя синюю пасту.
О тождестве сэсэ и бирюзы, упоминаемого месторождения и Унгурликана имеется ряд аргументов. Известно, что в древности бирюза была редкостным товаром, ценилась как «камень победы». Древнее тюркское название бирюзы звучит как čeč. По происхождению сэсэ считался, в основном, иранской драгоценностью. Паста для украшений XI—XII веков по цвету подражает именно чачской, синей бирюзе. Ю. Ф. Буряков предположительно делает вывод, что название самоцвета было распространено сначала на владение, а затем и на столицу.